# Tiberije
Tiberius Claudius Nero Caesar (16. studenog 42. pr. Kr. – 16. ožujka 37. godine) je bio istaknuti vojskovođa, a od 14. do 37. i drugi rimski car. Za suvladara cara Augusta Oktavijana proglašen je 13. a sljedeće godine, poslije smrti Augusta, postaje carem. Kao sposoban vojskovođa, ugušio je pobunu dalmatinskih i panonskih plemena u Batonskom ratu, pobunu u Germaniji, kao i u provincijama Traciji, Galiji i Numidiji. Za vrijeme njegove vladavine narodne skupštine se prestaju sastajati. Tako je njihove ovlasti, izbor magistrata, Tiberije bio prenio na senat. Rimljani su poduzeli nekoliko vojnih pohoda protiv Germana (koje je osobno vodio Tiberijev nećak Germanik), ali je Tiberije sve to obustavio, smatrajući da one iziskuju velika sredstva. Germanik je inače bio popularan kako u vojsci, tako i u prijestolnici. Tiberije je zato poslao Germanika u misiju na Istok, s ciljem da zapravo bude što dalje od Rima. Tamo su Kapadocija i Komarena pretvorene u rimske provincije. Nakon toga Germanik je otišao u Egipat, a zatim se vratio u Siriju. 19. godine je u Antiohiji iznenada umro (navodno ubijen po Tiberijevoj naredbi). Nakon toga odnosi između Tiberija i senata se pogoršavaju. Pošto je dao velika ovlaštenja Sejanu, zapovjedniku svoje Pretorijanske garde, povlači se na otok Capri. Sejan provodi teror po Rimu i organizira zavjeru protiv Tiberija, s namjerom da preuzme carske ovlasti, te i ubija (truje) carevog jedinog sina Druza (iz braka s prvom ženom Vipsanijom Agripinom). Zavjera propada, zahvaljujući carevoj šogorici Antoniji, i Sejan je smaknut, ali se Tiberije više nije vraćao u Rim. Pred kraj života postaje sve više sumnjičav i paranoičan te likvidira sve one koji bi mu bili mogući protivnici.
O njegovoj smrti postoje dvije verzije. Po jednoj, iz izvora Svetonija i Tacita, koji nisu uvijek bili pouzdani, npr. krajnje upitne verzije o carevim perverznim seksualnim orgijama na Capriju, Tiberije je pozvao na Capri svog pranećaka Kaligulu i unuka Gemelija da bi ih proglasio obojicom svojim nasljednicima (ali je Kaligula, netom što je postao car, dao ubiti Gemelija). Tada je, na Capriju, navodno, Kaligula, uz pomoć novog zapovjednika Pretorijanaca Makrija - ugušio cara jastukom! Ali povijesno je vjerojatnije, i prihvaćena je ta verzija, da je Tiberije, drugi rimski car, mirno umro prirodnom smrću u svojoj vili u Misenumu (uostalom imao je tada skoro 80 godina) 16. ožujka 37. godine. 